# Kelly McCrimmon
Kelly McCrimmon, född 13 oktober 1960, är en kanadensisk idrottsledare och befattningshavare som är general manager för ishockeyorganisationen Vegas Golden Knights i National Hockey League (NHL) sedan den 2 maj 2019.
Han spelade juniorishockey för Prince Albert Raiders i Saskatchewan Junior Hockey League (SJHL) och Brandon Wheat Kings i Western Hockey League (WHL). Han avlade senare en kandidatexamen i företagsekonomi vid University of Michigan, där spelade han också för deras idrottsförening Michigan Wolverines ishockeylag.
McCrimmon var först tränare och general manager för North Battleford North Stars och Lloydminster Lancers i SJHL. År 1988 började han arbeta inom Brandon Wheat Kings i WHL och var assisterande tränare, general manager, tränare samt ägare för dem. Den 2 augusti 2016 meddelade Vegas Golden Knights att man hade utsett McCrimmon till assisterande general manager åt deras general manager George McPhee, McCrimmon avsade sig alla sina operativa sysslor i Wheat Kings men behöll dock ägarskapet i laget. Den 2 maj 2019 befordrades McCrimmon till ny general manager för Golden Knights medan McPhee behöll positionen som president för Golden Knights hela ishockeyverksamhet. McPhee tvingades till rockaden för att inte tappa McCrimmon, McCrimmon hade kopplats samman med Edmonton Oilers och kunde även intressera framtida Seattle Kraken eftersom de båda var på jakt efter general managers. I september 2020 sålde han Wheat Kings till ett lokalt konsortium. Den 26 januari 2021 gjorde han debut som tränare i NHL när han temporärt övertog tränarsysslorna från ordinarie tränare Peter DeBoer och dennes tränarstab på grund av att en hade testat positivit för covid-19. Golden Knights förlorade dock med 5–4 efter straffläggning mot St. Louis Blues.
Han var yngre bror till Brad McCrimmon, som spelade fler än 1 000 NHL-matcher och vann Stanley Cup. Brodern omkom vid flygolyckan i Jaroslavl 2011 när han tränade det ryska ishockeylaget Lokomotiv Jaroslavl i KHL.

## Statistik

### Spelare
| 1977–1978   | Prince Albert Raiders | SJHL        | 49  | 10 | 19 | 29 | 63  | —  | — | —  | —  | —  |
| 1978–1979   | Brandon Wheat Kings   | WHL         | 40  | 15 | 24 | 39 | 139 | 18 | 0 | 7  | 7  | 23 |
| 1979–1980   | Brandon Wheat Kings   | WHL         | 55  | 13 | 12 | 25 | 89  | 9  | 3 | 3  | 6  | 6  |
| 1980–1981   | Michigan Wolverines   | NCAA        | 35  | 7  | 7  | 14 | 40  | —  | — | —  | —  | —  |
| 1981–1982   | Michigan Wolverines   | NCAA        | 15  | 1  | 1  | 2  | 6   | —  | — | —  | —  | —  |
| 1982–1983   | Michigan Wolverines   | NCAA        | 32  | 5  | 13 | 18 | 20  | —  | — | —  | —  | —  |
| 1983–1984   | Michigan Wolverines   | NCAA        | 30  | 8  | 5  | 13 | 34  | —  | — | —  | —  | —  |
| NCAA totalt | NCAA totalt           | NCAA totalt | 112 | 21 | 26 | 47 | 100 | —  | — | —  | —  | —  |
| WHL totalt  | WHL totalt            | WHL totalt  | 95  | 28 | 36 | 64 | 228 | 27 | 3 | 10 | 13 | 29 |

### Tränare
| Lag                  | Säsong    | Grundserie | Grundserie | Grundserie | Grundserie         | Grundserie |
| Lag                  | Säsong    | Matcher    | Vinster    | Förluster  | Övertids förluster | Poäng      |
| -------------------- | --------- | ---------- | ---------- | ---------- | ------------------ | ---------- |
| Vegas Golden Knights | 2020–2021 | 1          | 0          | 0          | 1                  | 1          |
| Totalt               | Totalt    | 1          | 0          | 0          | 1                  | 1          |